# Weigelshofen
Weigelshofen ist ein Gemeindeteil des Marktes Eggolsheim im Landkreis Forchheim (Oberfranken, Bayern).
Das typisch fränkische Haufendorf liegt im Eggerbachtal, zwischen 288 und 500 m ü. NHN.

## Geschichte
Die Anfänge des Ortes können über die Namensherleitung nur vermutet werden. Siedlungsnamen mit dem Grundwort -hofen  entstanden in der zweiten Phase des fränkischen Landausbaus um 700. Bei seiner ersten urkundlichen Erwähnung im Jahre 1007 in der Schenkungsurkunde Heinrichs II. an das neu gegründete Bistum Bamberg hieß der Ort „Witlolfeshoua“ (Hof des Witlolf). In der Schenkungsurkunde sind als weitere Orte des Königsguts Forchheim genannt: Trubach, Thuisbrunn, Hetzelsdorf, zweimal Ehrenbach, Wellerstadt, Kleinseebach, Möhrendorf, Hausen, Heroldsbach, zweimal Wimmelbach und Schlierbach (das heutige Burk, ein Stadtteil von Forchheim). Weigelshofen steht an erster Stelle; in den Urkunden des Mittelalters war es wichtig, an welcher Stelle Orte oder Personen genannt wurden. Es ist deshalb anzunehmen, dass es ein Adelssitz war. Ein weiteres Mal wurde der Ort 1062 mit der Schreibweise „Wideleshoua“ urkundlich erwähnt.
Am 1. Juli 1972 wurde Weigelshofen in den Markt Eggolsheim eingegliedert.

## Kirche

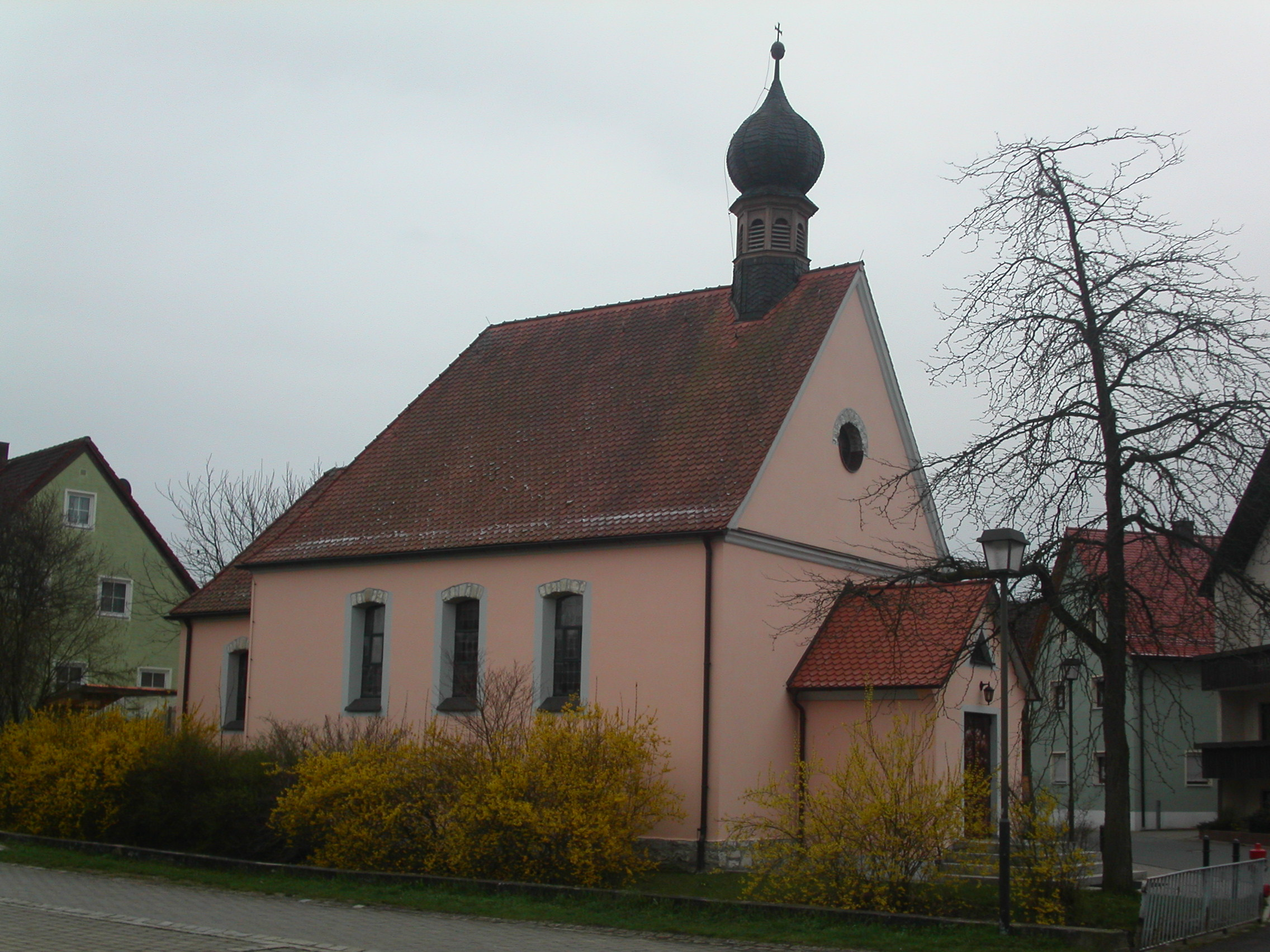
St. Georg Weigelshofen

Weigelshofen gehörte bis zum Jahre 1812 zur Mutterpfarrei Eggolsheim. Am 20. Dezember 1812 wurde die Einpfarrung nach Drosendorf am Eggerbach vollzogen.  Als einzige Gemeinde des Eggerbachgrundes war es nicht Pfarrei geworden. Nach einem gescheiterten Versuch 1920/21 erfolgte der erste Spatenstich für einen Kapellenbau am 25. Mai 1921.
Die feierliche Benediktion wurde am 14. Oktober 1950 durch Pfarrer Adam Gunselmann von Drosendorf vollzogen. Am 2. Februar 1987 erfolgte die Stiftung der katholischen Filialkirche St. Georg Weigelshofen, die vom Erzbischöflichen Ordinariat in Bamberg genehmigt wurde.

## Vereine
- Sportverein DJK Weigelshofen e. V.
- Eggerbachbühne Weigelshofen
- Freiwillige Feuerwehr Weigelshofen e. V.
- Männergesangsverein Weigelshofen
- Obst- und Gartenbauverein Weigelshofen
- semper fi – 1. FC Nürnberg Fanclub

Die „Heiligen“, eine Figurengruppe in der Ortsmitte
Torhaus, erbaut 1753